# Bosquerola coronada
La bosquerola coronada (Setophaga coronata) és un moixó de la família dels parúlids (Parulidae) que habita al continent americà i ha aparegut ocasionalment com a divagant a l'Europa occidental però no pas als Països Catalans.

## Morfologia
- Fa 12 - 14 cm de llargària i 19 - 23 cm d'envergadura.
- Zona dorsal bruna estriada de fosc. Zona ventral clara amb els flancs estriats i dues taques grogues en ambdós costats del pit. Carpó groc. Les diferents subespècies tenen diferències de color notables.
- Anell ocular incomplet blanc. Cua més aviat llarga.

## Hàbitat i distribució
Habita boscos mixtes i de coníferes. D'hàbits migradors cria en Alaska, Canadà i nord-est i oest dels Estats Units. Passa l'hivern al sud i est dels Estats Units, Mèxic, Amèrica Central i les Antilles.